# Палау
Вижте пояснителната страница за други значения на Палау.
Република Палау (на палауански: Beluu er a Belau) е островна държава, асоциирана със САЩ, разположена във Филипинско море на Тихия океан, на 800 km на изток от Филипините и на север от Индонезия. Включва 241 острова, намиращи се в западната част на Каролинските острови. Повечето от островите са необитаеми и само 11 от тях са населени. Има малобройно население, 70% от което живее на остров Бабелтуап и остров Корор. По-голяма част от населението изповядва християнството, а около ⅓ изповядват местната религия модекнгеи.

## История
През 1522 г. испанският мореплавател Гонсало Гомес Еспиноса (участник в околосветската експедиция на Фернандо Магелан) открива остров Сонсорол, с което поставя началото на откриването и на останалите острови в групата. През 1686 г. Испания обявява островите за своя собственост, но дълго време не предприема никакви мерки за тяхното колонизиране.
Първите контакти между островитяните и европейците се осъществяват едва през 1783 г., когато в крайбрежните рифове се натъква корабът „Антилопа“ на английския капитан Хенри Уилсън. Върховният вожд на остров Корор се разпорежда да се окаже помощ при ремонта на кораба и отправя своя син да учи в Англия, който скоро след пристигането си в Лондон умира. Впоследствие нови европейски търговски кораби посещават островите. Великобритания става важен търговски партньор на Палау и остава такъв до завоюването на островите от Испания.
През 1885 г. папа Лъв XIII официално признава правата на Испания над целите Каролински острови, включително Палау. В този период са построени две църкви на островите и мисионерите, изпратени там, прекратяват враждите между отделните села и разпространяват испанската писменост.
През 1899 г., след Испано-американската война и загубата на Филипините, Испания продава Каролинските о-ви на Германия, която започва активно да усвоява островите и да експлоатира природните и човешките им ресурси. Във връзка с това, че жителите на Палау не са имали имунитет към болестите, донесени от чужденците, започва масово измиране на местното население. Жителите на Палау страдат не само от привнесените болести, но и от намесата на европейците в техните бит, традиции и религия.
В края на 1914 г., след началото на Първата световна война, Япония окупира островите и през 1920 г. получава от Лигата на нациите мандат за тяхното управление.
По време на Втората световна война островите са освободени от американските войски и от 1947 г. Палау е в състава на Подопечна територия на Тихоокеанските острови под управлението на САЩ.
През ноември 1993 г. се провежда референдум, който одобрява статута на Палау като „държава, свободно асоциирана със САЩ“. На 1 октомври 1994 е провъзгласена независимостта на Република Палау.

## Държавно устройство
Република, начело с президент, избиран за 4 години. Законодателен орган – Национален конгрес, с две палати – Сенат (14 сенатора, назначени за 8 години), и Палата на делегатите (16 депутати, избирани за 4 години).

## География
Островите имат вулканичен произход, с най-висока точка 224 m.
Най-заселените острови на Палау са Ангаур, Бабелдаоб, Корор и Пелелиу. Последните три лежат заедно в един бариерен риф, докато Ангаур е океански остров на няколко километра в южна посока. Около две трети от населението живее на остров Корор. Остров Кайангел се намира на север от останалите, докато незаселените Скалисти острови (около 200 на брой) са разположени на запад от основната група острови. Отдалечена група от шест острова, познати като Югозападните острови, на около 600 km от основната група, също са част от държавата и съставят щатите Хатохобей и Сонсорол.

### Климат
Палау се радва на тропичен климат през цялата година със средна годишна температура от 27 °C. Валежи има през цялата година със средно годишно ниво от 3800 mm. Средната влажност през годината е 82%, и въпреки че дъждовете са чести, най-вече между юли и октомври, има и много слънчева светлина. Тайфуните са рядкост, защото Палау е извън основната тайфунна зона.

### Околна среда
Докато по-голямата част от природата на Палау не намалява, има няколко притеснителни сфери, включително нелегален риболов, при който се използва динамит, и недостатъчни устройства за изхвърляне на твърд отпадък в Корор. Както и за други тихоокеански нации, потенциална опасност е глобалното затопляне и свързаното с него повишаване на нивото на океана. Водата при ниските места заплашва бреговата растителност, земеделието и чистотата на водата, която населението пие. Палау също има проблем с недостатъчен запас от чиста вода и ограничена площ за земеделие, което трябва да расте заедно с населението. Островите са също уязвими и на земетресения, вулканична активност и тропически бури. Канализацията е още един проблем, заедно с правилното изхвърляне на токсични отпадъци.

## Административно деление
Палау се състои от 16 щата:
| - Aimeliik - Airai - Angaur - Hatohobei - Kayangel - Koror - Melekeok - Ngaraard | - Ngarchelong - Ngardmau - Ngatpang - Ngchesar - Ngeremlengui - Ngiwal - Peleliu - Sonsorol |

| Название на остров или атол (алтернативно название)   | Площ, km² | Население (2007 г.) | Координати                                                    | Откривател (година на откриване)                                                      |
| ----------------------------------------------------- | --------- | ------------------- | ------------------------------------------------------------- | ------------------------------------------------------------------------------------- |
| остров Ангаур (Нгаур) (Angaur, Ngaur)                 | 8,00      | 190                 | 6°54′ с. ш. 134°08′ и. д. / 6.9° с. ш. 134.133333° и. д.      | Франсиско Падиля (декември 1710)                                                      |
| остров Бабелдаоб (Бабелтуап) (Babeldaob, Babelthuap)  | 331,00    | 5500                | 7°32′ с. ш. 134°34′ и. д. / 7.533333° с. ш. 134.566667° и. д. | Франсиско Падиля (11 декември 1710)                                                   |
| атол Кайангел (Kayangel)                              | 1,39      | 140                 | 8°04′ с. ш. 134°42′ и. д. / 8.066667° с. ш. 134.7° и. д.      | Франсиско Падиля (декември 1710)                                                      |
| остров Корор (Ореор) (Koror, Oreor)                   | 9,30      | 13 500              | 7°21′ с. ш. 134°29′ и. д. / 7.35° с. ш. 134.483333° и. д.     | Франсиско Падиля (декември 1710)                                                      |
| остров Мерир (Merir)                                  | 0,90      | 5                   | 4°19′ с. ш. 132°19′ и. д. / 4.316667° с. ш. 132.316667° и. д. | Нортън Хътчинсън, Джеймс Дюар и Томас Бадисън (1761)                                  |
| атол Нгаруангел (Ngaruangel)                          | 0,02      | необитаем           | 8°10′ с. ш. 134°38′ и. д. / 8.166667° с. ш. 134.633333° и. д. | Франсиско Падиля (декември 1710)                                                      |
| остров Пелелиу (Белилиоу) (Peleliu, Beliliou)         | 13,00     | 800                 | 7°05′ с. ш. 134°16′ и. д. / 7.083333° с. ш. 134.266667° и. д. | Франсиско Падиля (декември 1710)                                                      |
| остров Пуло Ана (Pulo Anna)                           | 0,50      | 10                  | 4°39′ с. ш. 131°57′ и. д. / 4.65° с. ш. 131.95° и. д.         | Нортън Хътчинсън, Джеймс Дюар и Томас Бадисън (1761)                                  |
| остров Сонсорол (Сан Андреас) (Sonsorol, San Andreas) | 1,36      | 50                  | 5°20′ с. ш. 132°13′ и. д. / 5.333333° с. ш. 132.216667° и. д. | Гонсало Гомес Еспиноса (май или юни 1522), Франсиско Падиля (декември 1710, вторично) |
| остров Тоби (Tobi)                                    | 0,85      | 30                  | 3°00′ с. ш. 131°07′ и. д. / 3° с. ш. 131.116667° и. д.        | Филип Картерет (октомври 1767)                                                        |
| остров Фана (Fanna)                                   | 0,54      | необитаем           | 5°21′ с. ш. 132°14′ и. д. / 5.35° с. ш. 132.233333° и. д.     | ?                                                                                     |
| атол Хелен (Helen)                                    | 0,03      | необитаем           | 3°00′ с. ш. 131°11′ и. д. / 3° с. ш. 131.183333° и. д.        | Фелипе Томпсън (1773)                                                                 |

## Население
Населението на Палау е приблизително 20 700 души, 90% от които са етнически палауанци, които са смесица от дедите на малазийци и микронезийци . Филипинците образуват втората по големина етническа група. Други азиатци и европейци се считат към малките групи.

### Религия
92,6% от населението са християни (основно католици – 84,3% и протестанти – 15,7%), докато модекнгеи (комбинация от християнство, традиционната религия на Палау и предсказване на бъдещето) и традиционната религия на островите са по-рядко срещани. Според преброяване от 2005 г. 8,7% изповядват модекнгеи.

### Език
Официалните езици на Палау са палауански и английски, освен в два щата – Сансорол и Хатохобей, където местният език, заедно с палауски, е официален. Японски също се говори широко сред по-старите палауанци и има официален статус в щата Ангаур. Дори се говори, че президентът на страната за периода 1993 – 2001, Кунило Накамура, има японски корени. Тагалог не е официален в Палау, но е четвъртият най-широко използван език.

## Икономика
Република Палау е една от най-слабо развитите страни в света, но все пак има висок жизнен стандарт в сравнение с другите тихоокеански страни. Основа на икономиката е селското стопанство, отглеждат се кокосова палма, хлебно дърво, таро, захарна тръстика. Промишлеността е представена главно с добива на фосфати и рибна промишленост. Съотношението между селско стопанство, промишленост и обслужване е 6:12:82. Туризмът е най-бързо развиващият се отрасъл – тук се намират едни от най-живописните места за гмуркане в света. Годишно Палау се посещава от около 95 хил. туристи.

## Транспорт
Международното летище в Палау по график осигурява директни полети до Гуам и Манила. Допълнително щатите Ангаур и Пелелиу имат редовно действащи летища.
Товарни и пътнически кораби акостират на пристанище Малакал, което се намира на остров Малакал, извън Корор.
Страната няма железопътен транспорт и почти половината от пътищата нямат настилка (от 61 km магистрали само 36 km са покрити с настилка от асфалт или друг материал). В Корор има таксита. Те не използват устройства за измерване на разстоянието, а цената е по договаряне. Само в Корор се поддържат автобусни линии. Транспортът между островите се извършва най-вече с частни лодки.

## Спорт
На Световното първенство по Лека атлетика 2005 г. в Хелзинки палауският спринтьор Николас Мангам завършва 56-и в спринта на 200 метра с време от 24,39 секунди.

## Външна политика
На базата на подписано споразумение със САЩ срещу помощ и търговия, по островите на Палау са разположени американски военни бази.

## Интересни факти
Островите Палау дълго време са служили за източник при добива на камъни за направата (емисията) на особена парична единица – раи на остров Яп. На самия Яп нямало подходящ материал, затова камъните раи са добивани на Палау и доставяни със салове на Яп. Често при транспортирането на многотонните пари загивали хора, обаче този факт значително повишавал стойността на камъка.